# Landschaft des vormaligen Fürstentums Lüneburg

Wappen des Fürstentums Lüneburg

Die Landschaft des vormaligen Fürstentums Lüneburg ist eine ständisch verfasste öffentlich-rechtliche Körperschaft auf dem Gebiet des früheren Fürstentums Lüneburg. Sie geht auf die Ende des 15. Jahrhunderts/Anfang des 16. Jahrhunderts entstandene kooperative Vertretung der Landstände zurück und bildete sich in der heutigen Form Mitte des 17. Jahrhunderts heraus. Die historische Landschaft setzte sich bis ins 19. Jahrhundert aus Abgeordneten der Prälaten, der Rittergutsbesitzer und der Städte zusammen, seit 1863 sind in ihr Abgeordnete der Gutsbesitzer, der Städte und der bäuerlichen Grundbesitzer vertreten. Die Landschaft war bis in das 19. Jahrhundert an der Landesgesetzgebung beteiligt und besaß sowohl das Steuerbewilligungsrecht als auch ein Präsentationsrecht für verschiedene Verwaltungsstellen. Nach der Annexion Hannovers durch Preußen im Jahr 1866 verlor sie ihren politischen Status, blieb jedoch als Kommunalverband bestehen. Die Landschaft steht als eine der überkommenen, heimatgebundenen Einrichtungen Niedersachsens unter dem Schutz der Niedersächsischen Landesverfassung. Ihre Aufgaben bestehen heute in der Pflege des kulturellen Erbes und der Traditionen auf dem Gebiet des ehemaligen Fürstentums Lüneburg.

## Geschichte der Landschaft

### Beginn der ständischen Entwicklung im 13. Jahrhundert
Bereits in den Urkunden des 13. und 14. Jahrhunderts treten die späteren Landstände, die Prälaten, der ritterschaftliche Adel und die Städte, als bevorrechtigte Untertanengruppen hervor. Ihre Mitglieder fungierten als Ratgeber der Herzöge, traten als deren Bürgen und Kreditgeber auf und vermittelten als Schlichter in Streitigkeiten. In den folgenden zwei Jahrhunderten nahm deren Bedeutung für die herzogliche Politik beständig zu. Ein wesentlicher Grund hierfür bestand in der zunehmend prekären Finanzsituation der Lüneburger Herzöge: Bis ins 13. Jahrhundert hatten diese sich aus ihren eigenen Gerechtigkeiten finanzieren können. Aufgrund erhöhter Ausgaben, die unter anderem durch den Landausbau im Zuge der Territorialisierung, Fehden und hohe Repräsentationskosten bedingt waren, wurde die Erschließung neuer Einnahmequellen notwendig. So überließ zum Beispiel Herzog Otto II. 1293 den Ständen gegen einen Pflugschatz und eine von den Städten zu entrichtende Bede die Lüneburger Münze. Jährlich neu zu wählende Vertreter der Stadt Lüneburg und der Ritterschaft sollten die Münzherstellung überwachen und das Münzgericht ausüben. 1322 wurde ein ähnlicher Vertrag bezüglich der hannoverschen Münze geschlossen. Auch in diesem Fall wurde ein Gremium ständischer Vertreter gebildet, die die Aufsicht über die Münzgerechtigkeit innehatten und damit eines der fürstlichen Herrschaftsrechte übernahmen.
Zunehmende Bedeutung für den herzoglichen Finzanhaushalt erlangten im ausgehenden Mittelalter die Beden. Um diese Abgaben nicht nur von den eigenen Hintersassen, sondern auch von denen des Adels, der Prälaten und der Städte erheben zu können, war die Zustimmung der Stände notwendig, mit denen die Herzöge auf Landtagen in Verhandlung traten. Sowohl die Landtage des 14. Jahrhunderts, als auch die des 15. Jahrhunderts, dienten in erster Linie der Bewilligung neuer Abgaben. So fanden im 15. Jahrhundert insgesamt 29 Landtage statt, in denen es in 21 Fällen um die Genehmigung neuer Steuern und Beden ging. Ende des Jahrhunderts wurden zunehmend auch andere Themen behandelt und die Stände in die Herrschaftspraxis und die Verwaltung des Fürstentums eingebunden. 1478 übernahmen die Stände die Vormundschaftsregierung für den noch unmündigen Heinrich den Mittleren. Eine stärkere Einbindung in die Verwaltung des Fürstentums zeigte sich 1489 in der Einrichtung eines zur Hälfte von den Ständen besetzten Gremiums, das die Erhebung und Nutzung der Steuern überwachen sollte und 1506 in der Gründung eines ständisch besetzten Landgerichtes.
Eine wichtige Rolle für die ständische Mitsprache nahm bis ins 15. Jahrhundert der landesherrliche Rat ein. Dessen Mitglieder waren durch einen Diensteid den Herzögen gegenüber verpflichtet und in die zentrale Landes- und Hofverwaltung eingebunden. Da die Räte den Lüneburger Ständen entstammten, nahmen sie aber im Rat auch eine Mittlerrolle ein und agierten sowohl als Berater des Fürsten, als auch als Vertreter ihres Standes gegenüber dem Landesherrn.
Die zentrale Motivation der Stände war im 13. bis 15. Jahrhundert die Sicherung und Erweiterung ihrer Privilegien und der Schutz vor zukünftigen finanziellen Belastungen. So erfolgte als Gegenleistung für die Bewilligung einer Bede meist eine Bestätigung aller Privilegien und die Zusicherung, in Zukunft auf weitere Steuern verzichten zu wollen. Hinzu kam das Bestreben, weitere Erbschaftsteilungen des Fürstentums zu verhindern, da diese zwangsläufig mit neuerlichen Finanzforderungen an die Stände verbunden gewesen wären. Als 1388 Bernhard I. sich in Gefangenschaft des Kurt von Schwicheld befand, erklärten sich die Stände gegen die Zusicherung auf einen Verzicht einer erneuten Teilung des Fürstentums bereit, seine Auslösung zu bezahlen. Im 1415 von Bernhard und Heinrich geschlossenen Erbvertrag wurden die Stände ausdrücklich ermächtigt, bei einer weiteren Landesteilung die Huldigung zu verweigern. Als die Stände 1472 an der Vormundschaft des dreijährigen Heinrich beteiligt wurden, wurde auch dabei zugesichert, dass im Todesfalle Heinrichs „nur ein Herr im Lande regieren dürfe“. Ein Streben nach Beteiligung an der Landesherrschaft war hingegen nicht erkennbar. Als 1471 Herzog Otto V. starb und die Stände eine Vormundschaftsregierung für den erst dreijährigen Heinrich den Mittleren stellen sollten, übertrugen sie die Heinrichs Großvater Friedrich dem Frommen. Erst nach dessen Tod im Jahre 1478 übernahmen Vertreter der Stände die Verwaltung des Fürstentums bis zur Volljährigkeit Heinrichs.
Die Stände traten bis ins ausgehende 15. Jahrhundert den Herzögen als Einzelpersonen und einzelne Körperschaften gegenüber. Ein wesentliches Merkmal einer landständischen Verfassung, eine Vereinigung der Prälaten, des Adels und der Städte zu einer Gesamtkörperschaft, die dem Herzog gegenüber eigenständig agiert, war zu dieser Zeit noch nicht erfüllt. Erste Ansätze einer solchen innerstädtischen Integration zeigten sich bereits in der zweiten Hälfte des 14. Jahrhunderts unter anderem in der Lüneburger Sate: In ihr wurden den Ständen gegen die Zahlung von 50.000 Mark lötigen Silbers zahlreiche Privilegien zugesichert und die Herzöge unterwarfen sich der Gerichtsbarkeit eines ständisch besetzten Gremiums. Die Sate wurde jedoch bereits 1396 außer Kraft gesetzt und blieb für die weitere Ständegeschichte im Fürstentum Lüneburg folgenlos. In der Literatur zur landschaftlichen Verfassung im Fürstentum Lüneburg wird betont, dass im Mittelalter streng genommen weder Landstände, noch eine landständische Verfassung und damit auch noch keine Landschaft existierten. Erst Anfang des 16. Jahrhunderts entwickelte sich die Landschaft durch eine weitergehende innerstädtische Integration als Vertretung der Landstände heraus.

### Herausbildung als institutionelle Vertretung der Landstände

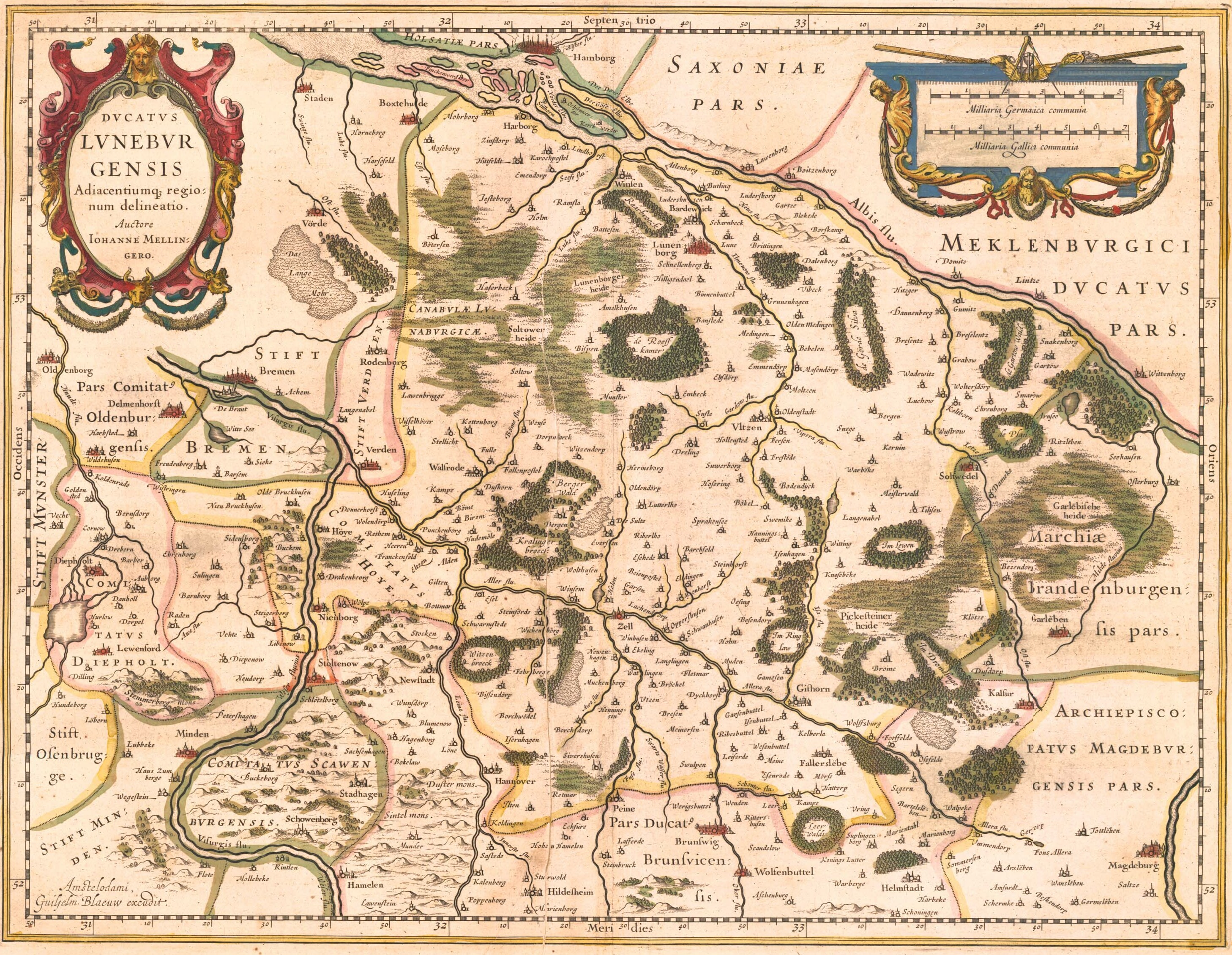
Karte des Fürstentums Lüneburg aus dem Jahr 1645

Anfang des 16. Jahrhunderts kam es zu einer weitergehenden innerständischen Integration und die Landschaft als Vertretung der Landstände bildete sich heraus. Als im Jahre 1501 Lüneburg nicht zum Landtag geladen worden war, verweigerten die anderen beiden Stände mit dem Verweis auf das Fehlen Lüneburgs die Zustimmung für eine neue Steuer. Ein entstehendes Zusammengehörigkeitsgefühl zeigt sich auch in der Forderung der Stände, sich jederzeit und ohne Auflagen treffen zu dürfen. Ein freies Vereinigungsrecht wurde von Herzog Ernst 1527 zunächst auch bestätigt, in einem Rezess des Jahres 1536 aber wieder aufgehoben. Seit den 1520er Jahren wurden zudem Vereinbarungen mit den Herzögen zunehmend häufiger nicht mehr von den einzelnen Ständen separat, sondern für die gesamte Landschaft gefasst. Die herzoglichen Erlasse wurden jedoch auch in dieser Zeit noch getrennt für jeden der drei Stände ausgefertigt, erst im 17. Jahrhundert richteten sie sich explizit an die Gesamtheit der drei Stände. Der Begriff landschop (Mnd. für Landschaft) wurde erstmals in einem zwischen den Ständen und Herzog Heinrich geschlossenen Vertrag des Jahres 1509 verwendet, der Begriff Landtag in einer Urkunde aus dem Jahr 1522.
Im 16. Jahrhundert traten neben die Versammlung aller Landstände zunehmend von den Ständen eingesetzte Ausschüsse. Bereits 1489 war unter Heinrich dem Mittleren erstmals ein Ausschuss gebildet worden, der die Einziehung und Verwendung einer Steuer überwachen sollte. Seitdem wurde bei jeder Bewilligung einer neuen Steuer ein Ausschuss gebildet, der sich je zur Hälfte aus Vertretern der Stände und herzoglichen Räten zusammensetzte. Im Mai 1552 wurden erstmals die Beratungen eines Landtages durch einen eigens gebildeten Ausschuss im kleineren Rahmen fortgesetzt. Ausschüsse wurden in den folgenden Jahrzehnten unter anderem für die Ausarbeitung einer Kirchenordnung im Jahre 1562 und einer Polizeiordnung im Jahre 1564 eingesetzt. Die Ausschüsse stellten jedoch noch keine festen Institutionen dar, sondern wurden für jede Aufgabe neu vom gesamten Landtag bestimmt.
Die Verlagerung der Landtagstätigkeit in die Ausschüsse setzte sich in den folgenden Jahren weiter fort. Auf den Landtagen selbst wurden seit dieser Zeit lediglich die zu behandelnden Themen vorgestellt. Für die weitere Beratung und Beschlussfassung wurden Ausschüsse gewählt, die die Entscheidungsbefugnis für die gesamte Landschaft besaßen. Als im Dreißigjährigen Krieg die Notwendigkeit entstand, kurzfristig mit den Ständen zu verhandeln, wurden die Ausschusssitzungen zunehmend zur Regel. Eine Versammlung der gesamten Landstände war zu dieser Zeit bereits eine Ausnahme. So fanden in den Jahren 1621 bis 1631 14 Ausschusstage, jedoch nur 2 Landtage statt. Mitte des 17. Jahrhunderts hatte sich als Vertretung der Landstände ein permanenter Ausschuss, der genauso wie die Gesamtheit der Landstände als Landschaft bezeichnet wird, als feste Institution herausgebildet.
Da in der Landschaft nun nur noch einzelne Vertreter der Landstände saßen, fanden seit den 1660er Jahren sogenannte Instruktionstage, die auch als Partikularkonvente bezeichnet wurden, statt. Zu diesen trat ein größerer Teil der Landstände zusammen und berieten sich über anstehende Fragen. Getagt wurde in verschiedenen Städten, so sind unter anderem Treffen in Lüneburg, Uelzen, Celle und Suderburg belegt. Im 18. Jahrhundert wurden diese Tagungen schließlich so zahlreich besucht, dass die Treffen teilweise auch als allgemeine Landtage bezeichnet wurden.

### Mitwirkung an der Steuererhebung und der Gesetzgebung
Neben dem Recht zur Steuerbewilligung gewann seit dem 16. Jahrhundert das Recht an der Erhebung und Verteilung der Steuern beteiligt zu werden an Bedeutung. Die Herzöge hatten lediglich über die Einkünfte ihrer Domänen und der Zölle freie Verfügungsgewalt, alle anderen Ausgaben mussten von den Ständen bewilligt werden. Zudem wurden neben Steuerfragen zunehmend andere Themen verhandelt. So waren die Stände im Jahr 1562 unter anderem an der Ausarbeitung einer Kirchenordnung und der Polizei- und Forstordnung des Jahres 1564 beteiligt, des Weiteren wurden auf den Landtagen Verwaltungs- und Rechtsfragen erörtert.
Das 17. Jahrhundert war geprägt von den finanziellen Belastungen, die aus dem Dreißigjährigen Krieg resultierten. Bereits 1624 war von den Ständen ein Landschatz bewilligt worden, der auch nach dem Krieg weiter erhoben wurde. Dieser bestand unter anderem aus Abgaben auf eine Reihe an Waren, deren Erhebung in den folgenden Jahrzehnten ständig verlängert wurde. So mussten Ausfuhrzölle auf Vieh, Getreide, Wolle und Flachs gezahlt werden, ebenso wurden Importzölle zum Beispiel auf Tabak, Tabakspfeifen oder ausländischen Puder erhoben. Der Landschatz floss in die Landrenteikasse, die von der Landschaft verwaltet wurde und aus der unter anderem die Zinsen der Kriegsschulden des Fürstentums bezahlt wurden. Ebenfalls zur Deckung der Kriegsschulden wurde während des Dreißigjährigen Krieges erstmals die Kontribution, eine Grundsteuer, erhoben. Diese mussten alle Grundbesitzer, mit Ausnahme der Gutsbesitzer und der landesherrlichen Beamten zahlen; sie wurde auch nach dem Krieg weiter erhoben.
Nachdem das Fürstentum Lüneburg im Jahr 1705 an das Kurfürstentum Braunschweig-Lüneburg gefallen war, bestand die Landschaft Lüneburg unverändert fort. Da das Kurfürstentum jedoch aus insgesamt sieben Landschaften bestand und alle Landschaften neuen Gesetzen zustimmen mussten, fand eine Beteiligung an der Gesetzgebung im 18. Jahrhundert praktisch nicht mehr statt. Stattdessen wurden Gesetze zumeist durch landesherrliche Verordnungen erlassen; die Befugnisse der Kurfürsten wurden weiter ausgebaut.
Unter der Trägerschaft der Landschaft kam es 1752 zur Gründung einer Feuerversicherung für die Einwohner des Fürstentums Lüneburg, der Lüneburgischen Brandversicherungsanstalt. 1851 wurde diese mit der Calenberger Sozietät zur Vereinigten landschaftlichen Brandversicherungsanstalt vereinigt und 1913 in Landschaftliche Brandkasse Hannover umbenannt.
Nach der napoleonischen Besetzung des Kurfürstentums Hannover wurden die Landstände 1807 aufgehoben und konnten erst 1813 ihre Arbeit wieder aufnehmen.
Als Hannover 1814 zum Königreich erhoben wurde, verlor die Landschaft zwar zahlreiche Zuständigkeiten an die 1819 erstmals einberufene Ständeversammlung, erhielt aber im Staatsgrundgesetz des Jahres 1833 eine Bestandsgarantie. Als sogenannte Provinziallandschaft war sie in erster Linie für regionale Belange zuständig. So war sie unter anderem an den Verhandlungen zur Jagdordnung des Jahres 1830, zur Deichordnung von 1862 und zur Feuerordnung des Jahres 1855 beteiligt.
In den 1840er und 1850er Jahren war die ständische Struktur der Landschaft, die der Ritterschaft weiterhin den größten Einfluss sicherte, während die bäuerliche Grundbesitzer nicht vertreten waren, starker Kritik durch die allgemeine Ständeversammlung ausgesetzt. Nachdem jahrelange Verhandlungen gescheitert waren, kam es 1851 zum Erlass eines Gesetzes durch König Ernst August, das eine Einbeziehung der bäuerlichen Grundbesitzer und eine Minderung des Einflusses der Ritterschaft vorsah. Gegen dieses Gesetz erhoben die hannoverschen Provinziallandschaften Klage beim Deutschen Bundestag in Frankfurt, der es 1855 für ungültig erklärte und feststellte, dass eine Änderung der Provinzialverfassung der Zustimmung der Landschaften bedürfe. Nach weiteren Verhandlungen wurde 1858 schließlich eine Einigung mit der Ritterschaft erzielt, die die Grundlage für eine neue landschaftliche Verfassung bildete, die 1863 in Kraft trat. An die Stelle der Geistlichkeit, die durch die Aufhebung der Stifte in Ramelsloh und Bardowick und der Ritterakademie in Lüneburg während der Revolution des Jahres 1848 aufgehört hatte, als Landstand zu bestehen, traten als neue dritte Kurie die bäuerlichen Grundbesitzer.

### Seit der Annexion Hannovers durch Preußen

Gebiet der Landschaft

Nach der Annexion des Königreiches Hannover durch Preußen im Jahre 1866 verlor die Landschaft durch eine Verordnung des Jahres 1867 ihren Status als gesetzgebende Körperschaft. Sie blieb jedoch als Kommunalverband, nunmehr als Landschaft und nicht mehr unter dem Namen Provinziallandschaft, bestehen. 1867 erhielt sie zunächst das Recht, Abgeordnete für den Provinziallandtag zu wählen, 1885 erlosch dieses aber durch die Einführung einer neuen Provinzialordnung wieder.
Im Jahr 1929 gab es Bestrebungen des preußischen Staates, die Lüneburger Landschaft durch ein Landesgesetz aufzuheben, da die ständische Gliederung nicht mehr mit dem Aufbau eines demokratischen Staates vereinbar schien. Gutachten der Rechtshistoriker Herbert Meyer, Julius von Gierke und Walter Jellinek sahen hierfür jedoch keine rechtliche Grundlage. Zu einer Auflösung wären laut Gutachten die Zustimmung der Landschaften erforderlich gewesen, zu der diese jedoch nicht bereit waren. Zur selben Zeit wurden allerdings die staatlichen Zuwendungen an die Landschaft um 90 % reduziert.
Während der Zeit des Nationalsozialismus wurden die Geschäfte der Landschaft alleine vom landschaftlichen Kollegium geführt. Tagungen der gesamten Landschaft fanden aus „Rücksicht auf die politische Lage“ nicht mehr statt. Das Kollegium wurde in einer Sitzung des Landtages am 9. Dezember 1933 ermächtigt, den „Haushaltsplan und alle zur Zuständigkeit des Landtages gehörenden Angelegenheiten“ selbstständig zu beschließen. Erst seit den 1970er Jahren finden wieder reguläre Landtage statt.
Die Landschaft steht als eine der überkommenen, heimatgebundenen Einrichtungen Niedersachsens unter dem Schutz der Niedersächsischen Landesverfassung (Art. 72).

## Landstände

### Prälatur
Bis ins 15. Jahrhundert hatte die Geistlichkeit an der ständischen Politik nur einen geringen Anteil. Erst auf den Landtagen in der zweiten Hälfte des 15. Jahrhunderts trat die Prälatur vermehrt in Erscheinung. Die Pröpste von Medingen, Lüne und Ebstorf sowie die Äbte von St. Michaelis in Lüneburg, Oldenstadt und Scharnebeck nahmen seit dieser Zeit an den Landtagen teil. Durch die Einführung der Reformation im Jahre 1527 und die damit verbundene Auflösung der meisten katholischen Klöster nahm die Bedeutung des Prälatenstandes jedoch wieder deutlich ab. Bis 1541 kamen keine Vertreter der Geistlichkeit zu den Landtagen. Seitdem vertraten der Abt von St. Michaelis und Abgesandte der Stifte in Ramelsloh und in Bardowick den geistlichen Stand.
Nach der Auflösung des Klosters St. Michaelis im Jahre 1655 wurde mit dem Klostervermögen die Ritterakademie in Lüneburg gegründet. Der Vorsitzende dieser Akademie wurde von der Landschaft aus den Reihen der Landräte gewählt und vertrat weiterhin den geistlichen Stand. Mit dem Titel eines Landhofmeisters, ab 1673 Landschaftsdirektors, war er zudem Vorsitzender der Landschaft. Nach der Aufhebung der Stifte in Ramelsloh und Bardowick sowie der Ritterakademie in Lüneburg durch die Revolution des Jahres 1848 hörte die Prälatur auf, als Landstand zu existieren. Bis 1848 bildete die Prälatur die erste Kurie der Landschaft.

### Ritterschaft
Die Ritterschaft bildete seit dem Entstehen der Landschaft die zweite Kurie, seit der Neufassung der landschaftlichen Verfassung im Jahr 1863 die erste Kurie der Landschaft.
Die Ursprünge des ritterschaftlichen Adels des Fürstentums Lüneburg gehen auf die berittenen und zu Kriegsdiensten verpflichteten Dienstmannen der Herzöge von Braunschweig-Lüneburg zurück. Wesentliche Merkmale der Zugehörigkeit zur Ritterschaft waren die Landsässigkeit und die Lehnsbeziehung des Ritters zum Herzog. In den meisten Fällen gehörten die Dienstleute Familien an, die ursprünglich unfreien Standes gewesen waren, bevor sie im 12. und 13. Jahrhundert in den niederen Adelsstand aufstiegen. Andere Familien, zum Beispiel die von Hodenberg, die ursprünglich edelfreien Standes gewesen waren, wurden seit dem Ende des 13. Jahrhunderts zur Vasallität der Lüneburger Herzöge gezählt. Gesicherte Erkenntnisse, wer genau zu den Landtagen in den ersten Jahrhunderten geladen und zur Ritterschaft gezählt wurde, liegen nicht vor. Erst für das 16. Jahrhundert, als sich die Ritterschaft als institutionelle Vertretung der Gutsbesitzer mit eigenen Strukturen herauszubilden begann, sind genauere Angaben über ihre Zusammensetzung möglich.
Für das Jahr 1566, als anlässlich der Türkenkriege eine Zahlung der Ritterschaft auf ihre Mitglieder umgelegt wurde, liegt erstmals eine Matrikelliste vor. In dieser sind für die jeweiligen Mitglieder Geldbeträge vermerkt, nur in Einzelfällen finden sich hierin allerdings bereits Verweise auf den jeweiligen Gutsbesitz. Handelte es sich bei den ersten überlieferten Matrikeln noch um eine reine Auflistung von Personen, vollzog sich in den Matrikeln des 17. und des 18. Jahrhunderts allmählich der Wandel hin zur reiner Gütermatrikel. Diese Entwicklung war 1752 im Wesentlichen abgeschlossen, als ein neues Wahlreglement erlassen wurde, in dem 192 Güter aufgelistet waren, deren Besitz zur Mitgliedschaft berechtigte. In den folgenden Jahren gelang es allerdings noch weiteren Gutsbesitzern eine Anerkennung ihrer Besitzungen als landtagsfähig zu erreichen, außerdem wurden nach 1815 die Güter des dem Königreich Hannover zufallenden Teils des Herzogtums Lauenburg ebenfalls Teil der Lüneburger Ritterschaft, so dass die Güteranzahl abermals stieg. Der Höchststand an in den Matrikeln verzeichneten Güter war im Jahr 1847 erreicht, als diese 231 Güter umfassten. Ende des 19. Jahrhunderts fand erstmals eine umfassende Reduktion der Güter statt, als vor allem kleine Güter aus den Matrikeln gestrichen wurden. Im 20. Jahrhundert fanden, teils auf Antrag der Eigentümer, teils aufgrund von Enteignungen während der NS-Diktatur, weitere Streichungen statt.
Die Rittergüter erreichten im Fürstentum Lüneburg in der Regel nicht mehr als die zwei- bis dreifache Größe eines Vollhofes, die zum Gut gehörenden Gerechtigkeiten konnte unter anderem grundherrschaftliche Rechte über pflichtige Bauernstellen, Zehntrechte, Gerichtsrechte oder Jagdrechte umfassen. Einige Güter beruhten allerdings nicht auf Grundbesitz, sondern auf grundherrschaftlichen, gerichtsherrlichen bzw. patronatsherrlichen Rechten oder, im Fall des Stillhorner Lehns, auf Kapital. Als die zugrunde liegenden Rechte im 19. Jahrhundert abgelöst wurden, traten die erhaltenen Ablösungsgelder an ihre Stelle. Bis zur Gegenwart sind ein Teil dieser Güter in der Ritterschaft aktiv vertreten. Rittergüter, die weder Grundbesitz noch Gebäude aufwiesen, kamen in Nordwestdeutschland nur im Fürstentum Lüneburg vor, stellten also eine regionale Besonderheit dar. Durch eine Neufassung der ritterschaftlichen Statuten im Jahr 1863 wurde festgelegt, dass ein Rittergut ein Reinertrag von 600 Reichstalern erzielen und ein Wohnhauses mit einem Wert von mindestens 2000 Reichstaler vorhanden sein musste. Güter, die diese Voraussetzungen nicht erfüllten, blieben allerdings weiterhin in den Matrikeln bestehen und berechtigten zur Aufnahme in die Ritterschaft, deren Eigentümer verfügen seitdem jedoch nur noch über eingeschränkte Stimmrechte.
Die innere Verfassung der Ritterschaft wurde erstmals durch das Wahlreglement von 1752 schriftlich festgelegt. Anlass war eine zunehmende Kritik aus den Reihen der Rittschaftsmitglieder an dem Wahlverfahren der Landräte gewesen, die frei gewordene Stellen bis dahin durch eigene Zuwahl ergänzt hatten. Im Wahlreglement wurden nun detaillierte Regelungen zum Wahlprozedere festgelegt, außerdem enthielt es weitere Regelungen zur inneren Organisation der Ritterschaft. 1863 wurden neue Statuten erlassen, die im Wesentlichen bis heute gültig sind. Oberstes Gremium der Ritterschaft ist der Rittertag, die Vollversammlung aller Mitglieder. Aus ihren Reihen wird das ritterschaftliche Kollegium gewählt, das für die laufenden Geschäfte zuständig ist. Die Abgeordneten der Ritterschaft für die Landschaft werden auf den Rittertagen gewählt, zusätzlich sind die in das ritterschaftliche Kollegium gewählten Mitglieder als sogenannte Landschaftsräte automatisch Mitglied der Landschaft. Bis 1932 wurde die Ritterschaft von einem fest angestellten Landschaftsdirektor geleitet, seitdem wird sie nach außen vom präsidierenden Landschaftsrat, der vom Rittertag aus den Reihen der Landräte gewählt wird, vertreten.
Aufnahme- und stimmberechtigt waren grundsätzlich auch nicht-adelige Eigentümer von immatrikulierten Gütern. Bereits im 17. Jahrhundert sind zum Beispiel die Familie Rabe mit dem Sattelhof in Sülze und die Familie Meyer mit dem Sattelhof in Weesen in der Ritterschaft vertreten, welche diese Höfe aber schon Jahrhunderte davor besaßen. Das Wahlrecht bürgerlicher Eigentümer beschränkte sich allerdings bis ins 19. Jahrhundert auf das aktive Recht, das passive Wahlrecht bekamen sie erst 1863. Frauen mussten sich auf den Rittertagen durch ihre Ehemänner oder Söhne vertreten lassen, erst 1992 fiel diese Einschränkung weg. 1997 erfolgte die erste Aufnahme einer Rittergutsbesitzerin, 2012 waren schließlich unter 74 Mitgliedern neun Frauen.
Die Ritterschaft, inzwischen unter dem Namen Ritterschaft des vormahligen Fürstentums Lüneburg, ist heute eine öffentlich-rechtliche Körperschaft und steht als überkommene, heimatgebundene Einrichtung Niedersachsens unter dem Schutz der Niedersächsischen Landesverfassung (Art. 72). Im Jahr 2012 waren ca. 140 Güter in den Matrikeln aufgeführt, von denen 74 Güter aktiv durch ihre Eigentümer in der Ritterschaft vertreten wurden.

### Städte
Die Städte wurden auf den Landtagen bis in das 16. Jahrhundert alleine von Lüneburg vertreten. Aufgrund zunehmender Spannungen zwischen Lüneburg und der Landesherrschaft nahm Lüneburg 1517 bis 1541 nicht mehr an Landtagen teil, stattdessen wurden Vertreter der Städte Uelzen und Celle sowie vereinzelt Abgesandte kleinerer Städte und Weichbilder zu den Landtagen geladen. Im 16. und 17. Jahrhundert nahm Lüneburg nur vereinzelt an Landtagen teil, erst im 18. Jahrhundert kamen wieder regelmäßig Abgesandte der Stadt zu den Ausschusssitzungen. Gemeinsam mit den Städten Uelzen und Celle bildete Lüneburg seit dieser Zeit den Städtestand, seit 1802 ergänzt mit den kleineren Städten Lüchow, Dannenberg, Soltau, Harburg, Hitzacker und Walsrode. Bis 1863 bildeten die Städte die dritte Kurie, seitdem sind sie die zweite Kurie der Landschaft.

### Bauernstand
Zum Bauernstand zählen alle Grundbesitzer auf dem Gebiet des Fürstentums Lüneburg, die nicht der Kooperation der Ritterschaft angehören. Seit dem Inkrafttreten einer neuen landschaftlichen Verfassung im Jahr 1863 bilden Vertreter der bäuerlichen Grundbesitzer die dritte Kurie der Landschaft.

## Zusammensetzung
Mitte des 17. Jahrhunderts hatte sich als Vertretung der Landstände die so genannte Landschaft als feste Institution herausgebildet. Sie bestand zu dieser Zeit aus dem Landschaftsdirektor, acht adeligen Räten, zwei adeligen Schatzräten, vier Deputierten der Ritterschaft, zwei Abgesandten des Stiftes in Ramelsloh, einem des Stiftes in Bardowick sowie drei Vertretern der Stadt Lüneburg und jeweils zwei Vertretern der Städte Uelzen und Celle. Die Landschaft setzte sich damit aus 25 Mitgliedern zusammen. Da die Städte und die Stifte jeweils nur eine Stimme hatten, gab es insgesamt 20 Stimmen.
1818 reduzierte sich die Zahl der adeligen Räte von acht auf vier, der geistliche Stand schied nach der Revolution von 1848 ganz aus der Landschaft aus. Seit dem Inkrafttreten einer neuen landschaftlichen Verfassung im Jahr 1863 bestand die Landschaft aus dem Landschaftsdirektor, vier Landschaftsräten der Ritterschaft sowie jeweils 14 Abgeordneten der Ritterschaft, der Städte und der bäuerlichen Grundbesitzer. Den Vorsitz führte der Landschaftsdirektor, der dem ritterschaftlichen Adel angehören musste und die Position hauptberuflich ausübte. Aus finanziellen Gründen wurde 1932 nach dem Tod des Landschaftsdirektors von der Wense beschlossen, die Stelle nicht erneut zu besetzen. Seitdem steht der Landschaft der präsidierende Landschaftsrat vor, der die Tätigkeit ehrenamtlich ausübt.
Neben der eigentlichen Landschaft existierten mit dem Landratskollegium, das für die laufende Verwaltung zuständig war, dem Schatzkollegium und dem ritterschaftlichen Deputatorumkollegium drei weitere Ausschüsse. Das Landratskollegium und das Schatzkollegium bestanden bis 1838, das Deputatorumkollegium gab es bis 1863. 1863 entstand als Ausschuss das landschaftliche Kollegium, das seitdem für die laufende Verwaltung zuständig ist.

## Landtage

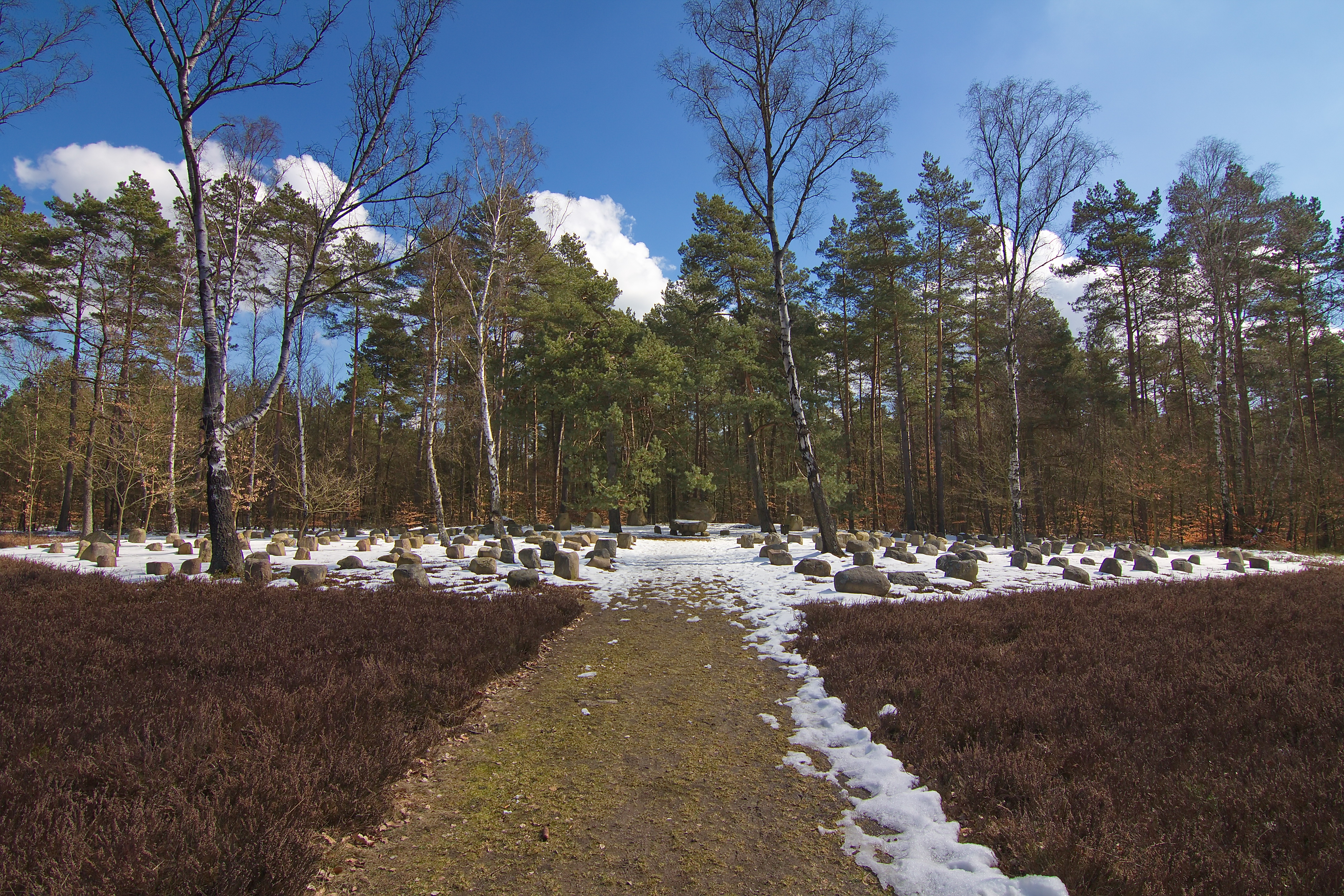
Der Landtagsplatz in Hösseringen. An dieser Stelle wird der ursprüngliche Versammlungsort vermutet, gesicherte Informationen liegen hierzu jedoch nicht vor. Die aktuelle Gestaltung stammt aus den 1930er Jahren.

In den ersten Jahrhunderten wurden die Landtage ausschließlich vom Herzog einberufen, der auch die Proposition vorgab. Die Teilnehmer erfuhren zumeist erst vor Ort, worüber verhandelt werden sollte. Die Einladungen wurden ihnen per Boten zugestellt, bei Verhinderung war es möglich, seine Stimme einem Dritten zu übertragen. Insbesondere im 16. und 17. Jahrhundert wurde von dieser Möglichkeit Gebrauch gemacht. Die Landtage fanden zumeist im Freien statt und begannen meist früh morgens, um den Teilnehmern die Möglichkeit zu geben, noch am selben Tage zurückzureisen.
Bis in das 16. Jahrhundert fanden die Landtage sehr unregelmäßig und nur alle paar Jahre statt. Erst unter Ernst dem Bekenner erhöhte sich die Häufigkeit deutlich. In den 1530er und 1540er Jahren fanden die Landtage jährlich, teilweise mehrmals jährlich, statt. Zu dieser Zeit veränderte sich auch der Ablauf der Landtage. Auf den Landtagen wurde seit dieser Zeit nur noch die Themen vorgestellt und anschließend von den Ständen ein Ausschuss gewählt der die weiteren Verhandlungen mit dem Herzog übernahm. Seit 1652 tagte in der Regel nur noch die Landschaft als Vertretung der Landesstände. Die Treffen der Landschaft werden, genauso wie die Versammlung der gesamten Landstände, ebenfalls als Landtage bezeichnet. Die Sitzungen der Landschaft fanden, im Gegensatz zu den früheren Versammlungen aller Landstände, nicht mehr im Freien statt, sondern in geschlossenen Räumen. Tagungsorte waren unter anderem Uelzen, Lüneburg, Celle, Scharnebeck, Lüne, Bardowick, Hankensbüttel, Ribbesbüttel und Winsen, seit der Mitte des 16. Jahrhunderts vor allem der Schott zu Hösseringen. Seit 1652 finden die Landtage ausschließlich in Celle statt.
Nach Herausbildung der Landschaft wurden sogenannte Instruktionstagen abgehalten, auf denen sich eine größere Anzahl an Mitgliedern der Landstände über anstehende Fragen beriet. Seit dem 18. Jahrhundert wurden diese Treffen teilweise auch als allgemeine Landtage bezeichnet.

## Sitz
Seit der Herausbildung der Landschaft als feste Institution hatte sie ihren Sitz in Celle im sogenannten Landschaftshaus in der Hehlentorstraße. 1730 erwarb die Landschaft einen Neubau im Barockstil am Schlossplatz, der seitdem Sitz und Tagungsort der Landschaft ist. Das Nebenhaus, ein um 1580 errichtetes Fachwerkhaus in der Kanzleistraße, wurde 1787 ebenfalls erworben und wird seitdem gemeinsam mit dem Neubau genutzt. Im 20. Jahrhundert erwarb die Ritterschaft des Fürstentums Lüneburg das Gebäude, diese übertrug es 1962 an das ritterschaftliche Kreditinstitut. Genutzt wird es auch weiterhin von der Lüneburgischen Landschaft.

## Vertreter in der staatlichen Verwaltung

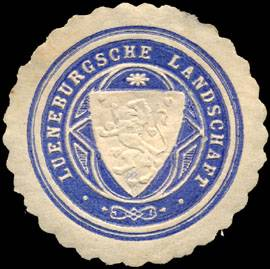
Siegelmarke Lüneburgische Landschaft

Die herzogliche Verwaltung bestand seit dem 15. Jahrhundert zum Teil aus Mitgliedern der Landschaft. Diese nahmen in der Verwaltung eine Mittlerposition zwischen herzoglicher Verwaltung auf der einen Seite und der Ständevertretung auf der anderen Seite ein. Seit dem 16. Jahrhundert bis zur Annexion Hannovers durch Preußen im Jahr 1866 hatte die Landschaft ein Präsentationsrecht für einzelne Verwaltungsstellen.

### Landräte
Seit dem 13. Jahrhundert sind Räte des Herzogs belegt, die den Landständen entstammten. Diese Landräte waren automatisch Mitglied in den landschaftlichen Ausschüssen. Ursprünglich wurden sie vom Herzog ernannt, seit dem 16. Jahrhundert wurden sie von der Landschaft ernannt und mussten vom Herzog lediglich bestätigt werden.

### Gerichtsräte
Bereits 1506 wurde von Heinrich dem Mittleren das ständisch besetzte Landgericht in Uelzen gegründet, das unter Herzog Ernst 1535 als Hofgericht umgebildet wurde. 1564 wurden in einer Hofgerichtsordnung die ständischen Strukturen festgeschrieben; der Sitz des Gerichtes wurde von Uelzen nach Celle verlegt. Zwei der fünf Hofgerichtsassessoren schlug die Landschaft vor, sie mussten jedoch vom Herzog bestätigt werden, außerdem wurden der Hofgerichtskanzellist sowie der Pedell von der Landschaft ernannt. Da das Hofgericht nach der napoleonischen Besetzung nicht wiedererrichtet wurde, erhielt die Landschaft 1815 das Präsentationsrecht für einen Richter an der Justizkanzlei in Celle. Mit der Umwandlung der Justizkanzlei in ein Obergericht erlosch dieses Recht jedoch 1852. Das 1711 errichtete Oberappellationsgericht in Celle war zum Teil ebenfalls ständisch besetzt. Von den sechs Gerichtsräten wurden zwei nach Vorschlag der Landschaft ernannt.

### Schatzräte
Seit 1489 sind Schatzräte belegt, die die Erhebung und Verteilung der Steuern überwachten. Im Kurfürstentum und späteren Königreich Hannover bestand das Recht, einen Schatzrat des Schatzkollegiums, der Oberrechnungskammer, zu ernennen. Das Schatzkollegium wurde 1848 aufgelöst.

### Landkommissare
1638 ernannte die Landschaft erstmals zwei Landkommissare, die den Durchmarsch fremdländischer Truppen im Dreißigjährigen Krieg überwachen sollten. Das Amt blieb auch nach dem Krieg erhalten und wurde um weitere Aufgabenbereiche, insbesondere die Überwachung von Steuererhebungen, ergänzt. Seit dieser Zeit war jedem Amt im Fürstentum ein Landkommissar zugeordnet. Im 19. Jahrhundert wurden die Aufgabenbereiche der Landkommissare zum großen Teil anderen Verwaltungsstellen übertragen, die Ämter selber blieben jedoch bis zur Annexion Hannovers im Jahr 1866 durch Preußen bestehen.

## Fürstentum Lüneburg in der Gegenwart

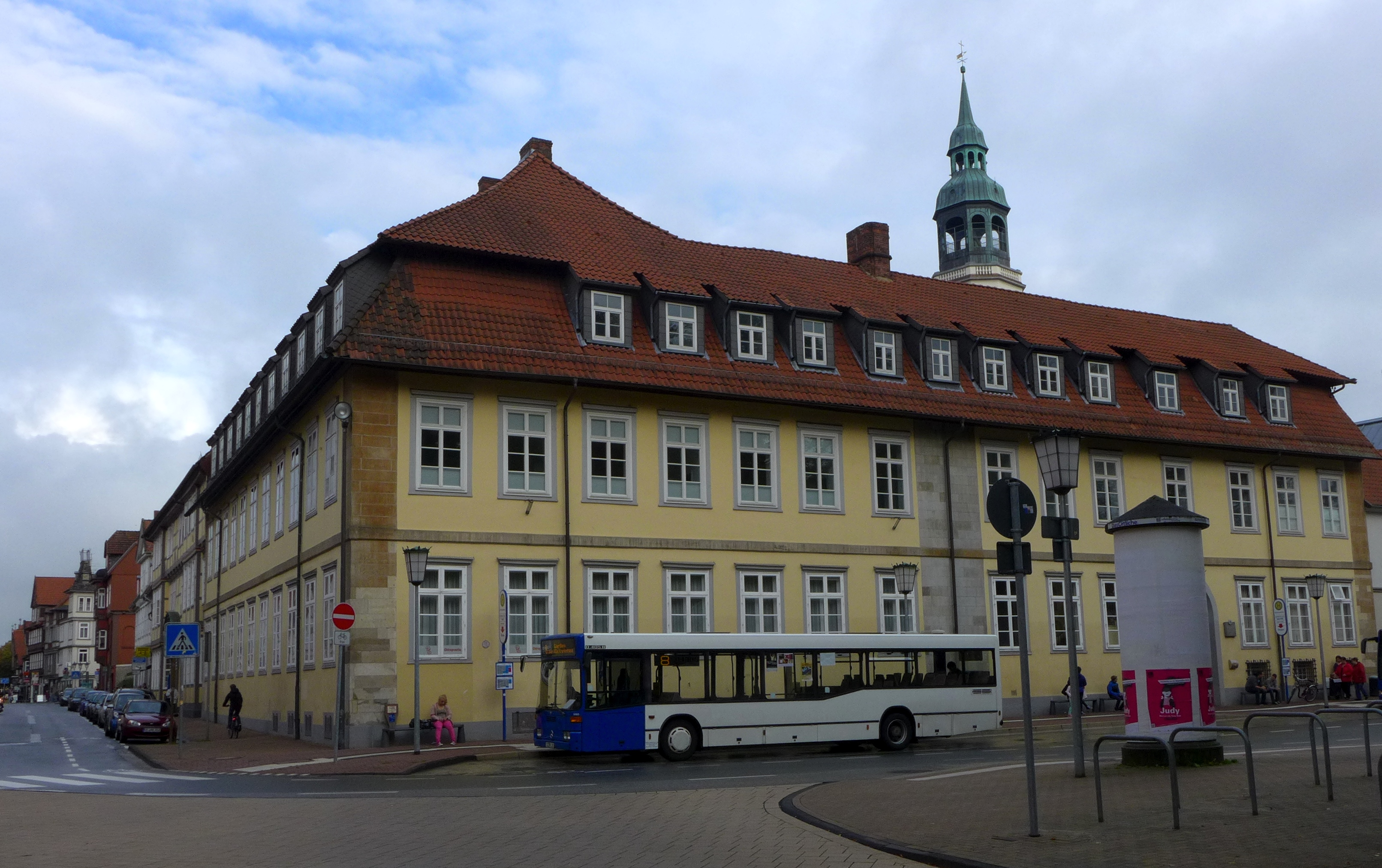
Das Gebäude der Ritterschaft und der Landschaft des vormaligen Fürstentums Lüneburg in Celle

Gegenwärtig besteht die Landschaft aus dem präsidierenden Landschaftsrat der Ritterschaft, drei weiteren Landschaftsräten der Ritterschaft sowie jeweils 14 Abgeordneten der Ritterschaft, der Städte und der bäuerlichen Grundbesitzer. Die Abgeordneten der Ritterschaft werden auf dem alljährlich im Herbst stattfindenden Rittertag für die Dauer von sechs Jahren gewählt. Die Städte werden durch die Bürgermeister der Städte Celle, Lüneburg und Uelzen, sowie die Hauptverwaltungsbeamten der Städte Celle, Lüneburg, Uelzen, Dannenberg, Lüchow, Gifhorn, Winsen, Burgdorf, Soltau, Walsrode und Hitzacker vertreten, die damit qua Amt Mitglied der Landschaft sind. Die Vertreter der Bauern werden nach dem Vorschlag durch die Landwirtschaftskammer von den Kreistagen der Kreise Celle, Gifhorn, Harburg, Uelzen, Heidekreis und der Regionalversammlung der Region Hannover (jeweils zwei Vertreter) sowie der Kreise Lüchow-Dannenberg und Lüneburg (jeweils ein Vertreter) für die Dauer von sechs Jahren gewählt.
Nach ihren Statuten tritt die Landschaft alle zwei Jahre zum Landtag zusammen. Den Vorsitz hat der präsidierende Landschaftsrat inne, der den Landtag einberuft, die Sitzungen leitet und die Beschlüsse der Landschaft ausstellt. Derzeitiger (2025) Amtsinhaber ist Alexander von Schwartz. Die Abstimmungen des Landtages erfolgen in ungetrennter Versammlung nach einfacher Stimmenmehrheit. Zwischen den Landtagen führt das landschaftliche Kollegium die Geschäfte. Dieses trifft sich zweimal jährlich und besteht aus zwölf Mitgliedern. Neben dem präsidierenden Landschaftsrat gehören ihm die drei Landschaftsräte der Ritterschaft, ein Abgeordneter der Ritterschaft, jeweils ein Abgeordneter der Städte Lüneburg, Uelzen, Celle und vier bäuerliche Grundbesitzer an. Eine beratende Funktion hat der Landsyndikus, der selbst nicht der Landschaft entstammen muss. Er berät den allgemeinen Landtag, das landschaftliche Kollegium und den präsidierenden Landschaftsrat in rechtlichen Fragen. Der Syndikus wird nach Vorschlag des Kollegiums durch den Landtag ernannt. Derzeitiger (2025) Amtsinhaber ist Ralf Schlottau.
Die Landschaft steht als eine der überkommenen, heimatgebundenen Einrichtungen Niedersachsens unter dem Schutz der Niedersächsischen Landesverfassung (Art. 72). Ihre Aufgaben bestehen heutzutage in der Kultur- und Heimatpflege und der Wissenschaftsförderung. Zu diesem Zweck werden zum Beispiel Druckkostenzuschüsse für Ortschroniken gewährt oder Ausstellungen mit landschaftlichen Bezug gefördert. Finanziert werden diese Fördermaßnahmen durch Zuwendungen der VGH Versicherungen und der Ritterschaft des Fürstentums Lüneburg. 2012 stand hierfür ein Budget von ca. 63.000 Euro zur Verfügung. Als einer der Träger der VGH-Versicherungen entsendet die Lüneburger Landschaft Mitglieder in die Gremien der VGH-Versicherungen und der VGH-Stiftung. Seit 1990 ist die Lüneburger Landschaft Mitglied im Lüneburgischen Landschaftsverband, der im Auftrag des Landes Niedersachsen staatliche Aufgaben auf den Gebieten der Kultur, Wissenschaft und Bildung wahrnimmt. Daneben bestehen weitere Mitgliedschaften in Vereinen und Stiftungen, unter anderem in der Historischen Kommission für Niedersachsen und Bremen, im Niedersächsischen Heimatbund und in der Stiftung des Museums für das Fürstentum Lüneburg.